# Gótico sureño
El gótico sureño es un género literario que se desarrolló en el sur de Estados Unidos a finales del siglo XIX y principios del siglo XX. Se caracteriza por su enfoque en temas oscuros y grotescos entre los que se encuentran la locura, la violencia y la decadencia. Basado en gran parte en la tradición gótica, también incorpora elementos del naturalismo y del realismo.
Se caracteriza por sus ambientes oscuros y opresivos, sus personajes complejos y perturbados.
Algunos escritores que han cultivado este género son William Faulkner, Margaret Mitchell, Flannery O'Connor, Carson McCullers, Tennessee Williams, Richard Wright, Truman Capote, Toni Morrison, Cormac McCarthy, Katherine Anne Porter, Erskine Caldwell, Zora Neale Hurston y Eudora Welty entre otros.

## Contexto histórico

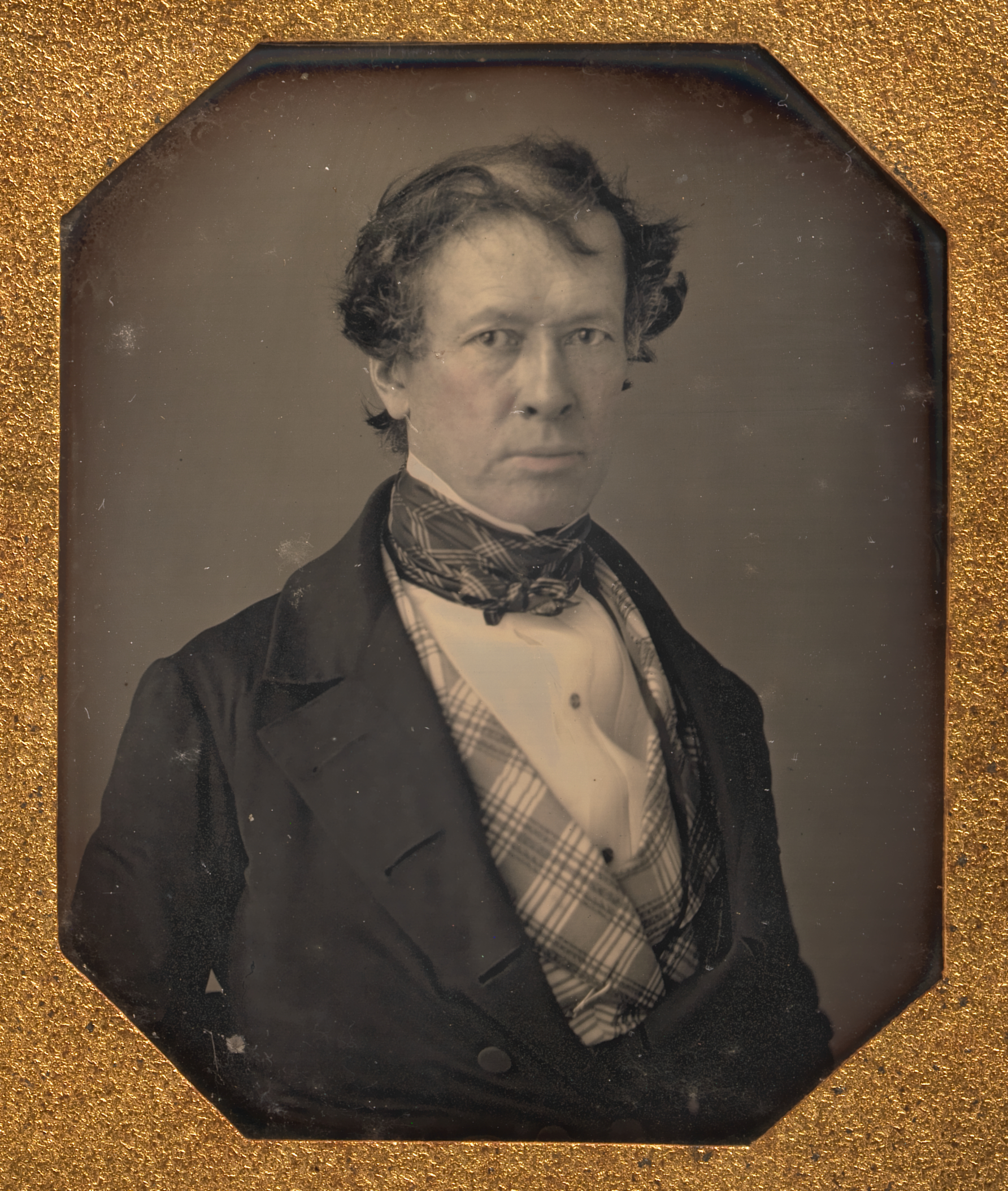
John P. Kennedy (1846)

La formación de una tradición de ficción distintivamente estadounidense durante la primera mitad del siglo XIX se basó en última instancia en la adaptación del Romanticismo literario a las cualidades específicas de la vida que se llevaba en el país y en la creación del relato corto por parte de un gran número de escritores.
Si bien antes de la Guerra de secesión ya se intuía en la obra de Mark Twain y Henry Clay Lewis algunos elementos característicos del gótico sureño, este surge como tal tras ella al unirse dichos elementos (naturalismo, el realismo y el humor) a las características de un territorio en el que se ha perdido la guerra y las consecuencias en su nuevo modus vivendi.
Los primeros ejemplos se encuentran en el dramaturgo William Bulloch Maxwell, Richard Henry Wilde, Edward Coote Pinkney y sobre todo John Pendleton Kennedy en cuyas novelas Swallow Barn de 1835 y Rob of the Bow (1838) contiene todas las características paisajísticas del género que sustituyen a las usadas en Europa: Castillos y mansiones.
Antes de la guerra el sur colonial era algo idílico, pastoral, grandes casas con unos grandes campos libres de tener que trabajarlos. Es ahí de donde el género bebe en un principio, enseñándonos como es posible ese paraíso idílico: La represión masiva mediante la esclavitud y el patriarcado.
Con la derrota de los Estados Confederados éstos pasan a ser una tierra que refleja todos los defectos de Estados Unidos. Se trata de una región enferma en lo espiritual (violenta, racista, decadente) y en la realidad con su fiebre amarilla y la anquilostomiasis.
Todo este proceso, la derrota de la Guerra Civil con sus consiguientes rupturas sociales, raciales y económicas de las personas, puede verse reflejada en el Condado de Yoknapatawpha, un lugar ficticio creado por William Faulkner donde acontecen varias de sus novelas es lugar donde se ve con claridad.

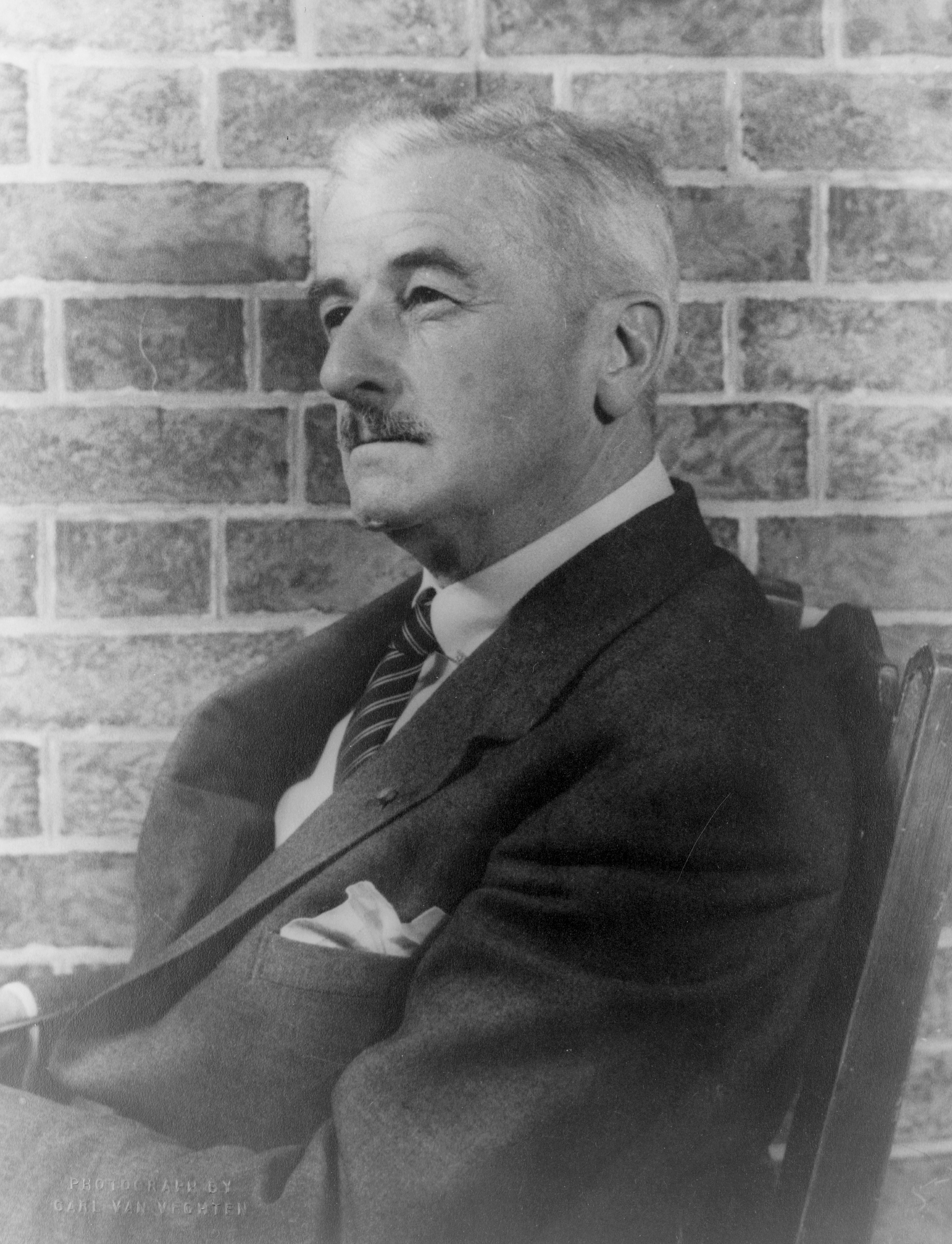
William Faulkner (1954)

## Características
Las características del gótico sureño incluyen la presencia de humor negro, pobreza, desigualdad racial y esclavitud; violencia, pensamientos e impulsos guiados por la irracionalidad, transgresores y terroríficos; personajes grotescos y sensación de alienación y de angustia. También se trata de un retorno de lo reprimido freudiano concretándose en "fantasmas" que ponen de relieve la realidad de la historia del sur estadounidense.
Temática
La temática suelen ser oscura y perturbadora. En ella se refleja la decadencia y corrupción de la sociedad sureña. Suelen incluir violencia, a menudo explícita; la locura, a través de personajes trastornados y erráticos y la muerte que es presentada como algo inevitable e ineludible.
También se usa como herramienta para la crítica social mediante el ejercicio literario de explorar las desigualdades raciales y sociales. La literatura del estilo gótico sureño puede ser vista como una forma de explorar y cuestionar la historia y la identidad de la región sureña de los Estados Unidos.
El simbolismo es de una gran importancia en el gótico sureño pues ayuda a crear ciertas atmósferas.
Personajes
Los personajes suelen ser grotescos, extravagantes y exagerados. Sus rasgos lo hacen distintos a los demás y fácil de recordar por el lector. Entre los personajes más repetidos se encuentran: Los patriarcas (hombres mayores que dirigen sus asuntos de manera despótica), la dama sureña (es hermosa y refinada, pero esconde secretos inconfesables), un forastero que perturba el equilibrio del lugar, un loco impredecible. Los personajes afroamericanos, que a veces reflejan la división racial y se tratan de caracteres peligrosos o amenazantes, son retratados en un gran número de ocasiones de manera estereotipada y deshumanizada en un gran número de ocasiones.
Los temas a los que están vinculados suelen ser violentos, sobre racismo, la locura o la decadencia de la familia que antiguamente vivía de una manera lujosa antes la que la derrota en la guerra y la consecuente abolición de la esclavitud. Otros temas a los que suelen estar vinculados son la muerte, la venganza o la traición.
Escenario y Ambiente
Los escritores del estilo gótico sureño prestan mucha atención a ambas pues con ellas se puede crear un paisaje bien detallado para las sensaciones del lector.
Se trata de elementos claves para crear la atmósfera angustiosa, oscura y misteriosa. Suelen ser entornos rurales y aislados, casas antiguas o en estado de ruinas debido en muchas ocasiones a la guerra. El mobiliario de las casas suele ser antiguo. Estos lugares suelen estar rodeados de plantaciones, bosques densos o zonas pantanosas que aumentan la sensación de aislamiento. También la fauna y la flora que vive en estos parajes suelen ser descritos con minuciosidad.
Respecto al clima, éste suele ser caluroso y húmedo en las horas diurnas creando una sensación opresiva. Las noches se caracterizan por su oscuridad y por ser tormentosas y de gran aparato eléctrico.

## Obras

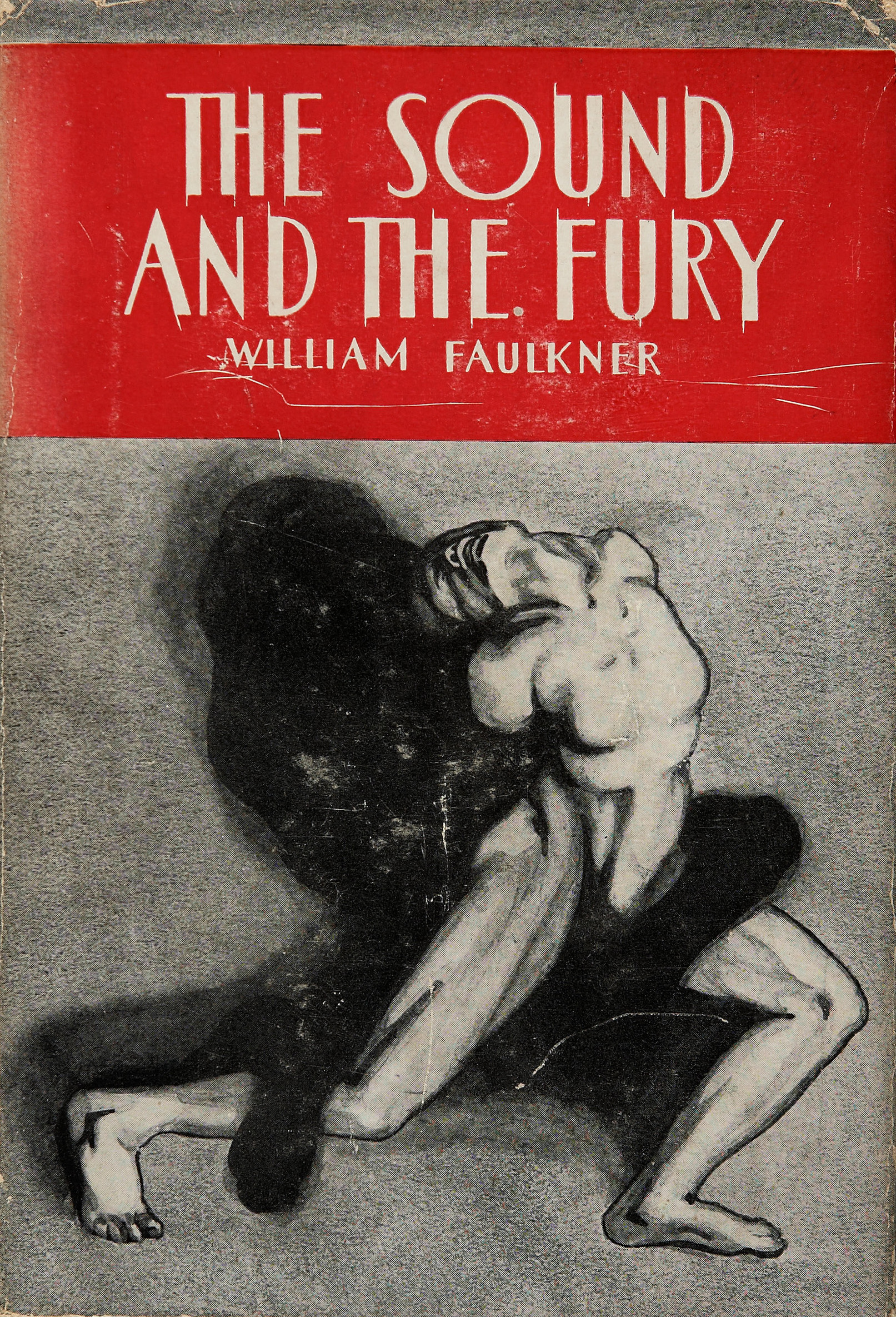
El ruido y la furia de William Faulkner (1929)

### Literatura
- El ruido y la furia (1929), Mientras agonizo (1930) y ¡Absalom, Absalom! (1936) de William Faulkner.[10]
- El corazón es un cazador solitario (1940) de Carson McCullers.[10]
- Un tranvía llamado deseo (1947), de Tennessee Williams.[10]
- Otras voces, otros ámbitos (1948) de Truman Capote.[10]
- Matar un ruiseñor (1960), de Harper Lee.[10]
- Beloved (1987), de Toni Morrison.[10]
- Hijo de Dios (1992) y No es país para viejos (2005) de Cormac McCarthy.[10]
- Tierra de caimanes (2011) de Karen Russell.[10]

### Películas
- El viento (1925) dirigida por Victor Sjöström, adaptación de la novela homónina de Dorothy Scarborough que se encuentra a medio camino del Western y el gótico sureño.
- "De repente, el último verano" (1959) escrita para el teatro por Tennessee Williams y dirigida en cine por Joseph L. Mankiewicz.
- "El largo y cálido verano" (1958) dirigida por Martin Ritt, basada en textos de William Faulkner.
- "La gata sobre el tejado de zinc" (1958) dirigida por Richard Brooks, adaptación de la obra homónima de Tennessee Williams.
- "Matar a un ruiseñor" (1960) dirigida por Robert Mulligan, adaptación de la novela homónima de Harper Lee.
- "Sangre sabia" (1979) dirigida por John Huston, adaptación de la novela homónima de Flannery O'Connor.[10]

### Series de televisión
- True Blood
- True Detective (temporadas 1 y 3)
- American Horror Story: Coven, Freak Show y Roanoke

## El gótico sureño en las novelas de terror y suspense
El gótico sureño es un subgénero de la narrativa gótica, principalmente desarrollado en Estados Unidos.
En este estilo a menudo aparecen elementos sobrenaturales, fantásticos o extraños para crear el argumento, pero a diferencia de la novela gótica, en este subgénero no se usan dichos elementos para crear suspense, sino para describir cuestiones sociales, explorar la cultura del sur de Estados Unidos y describir a los personajes.

### Inicios
El gótico sureño más característico se encuentra en la obra de William Gilmore Simms que en sus novelas y poemas recurre a elementos sobrenaturales. Un claro ejemplo de ello lo encontramos en su Martin Faber: The Story of a Criminal de 1833.

### Literatura
- Festín de serpientes (1976), de Harry Crews
- Los elementales (1981), de Michael McDowell.
- Muerte al alba (1991), de Robert McCammon.
- Dolores Claiborne (1993), de Stephen King.
- Fishboy (1993), de Mark Richard.
- El hogar eterno (1999) y Hermana muerte (2015), de William Gay.
- Cuando el río suena (2000), de Joe R. Lansdale.
- Voces del silencio (2006), de obra inconclusa de Michael McDowell que terminó de escribir Tabitha Jane Spruce, esposa de Stephen King.
- Smonk  (2006), de Tom Franklin.

### Películas
- Dolores Claiborne (1995), película dirigida por Taylor Hackford basada en la novela homónima de Stephen King.